# Nõmme (Rapla)
Nõmme (Duits: Nömme) is een plaats in de Estlandse gemeente Rapla, provincie Raplamaa. De plaats heeft de status van dorp (Estisch: küla).

## Bevolking
Het dorp had 18 inwoners op 31 december 2011 en 23 inwoners op 31 december 2021.

## Ligging
Nõmme ligt aan de Tugimaantee 15, de secundaire weg van Tallinn via Rapla naar Türi.

## Geschiedenis
Nõmme werd in 1527 voor het eerst genoemd onder de naam Nemmeperre, een dorp op het landgoed van Maidel (Maidla). In 1796 werd Nõmme onder de naam Nöme genoemd als dorp en herberg.
De herberg bestaat nog. In zijn huidige vorm dateert het gebouw uit de eerste helft van de 19e eeuw. Het is deels in kalksteen en deels in hout gebouwd. Nadat het lange tijd als woonhuis in gebruik was geweest, werd het een hotel-restaurant annex partycentrum. De herberg heeft ook een paar bijgebouwen, maar die zijn gebouwd in de late 20e eeuw.
Na 1920 bestond Nõmme uit verspreide boerderijen. Tussen 1977 en 1997 maakte het dorp deel uit van het buurdorp Oola.

## Foto's

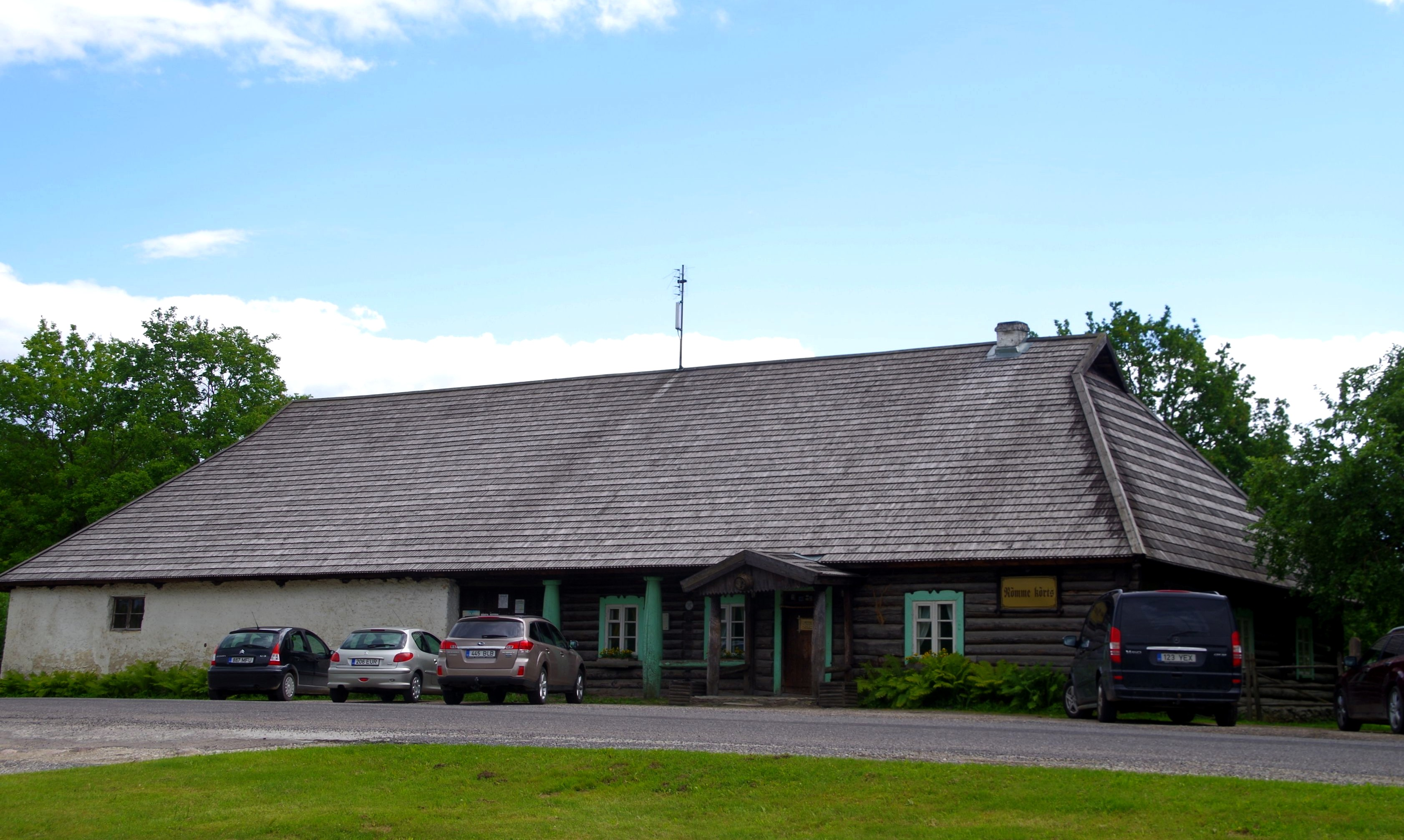
De herberg
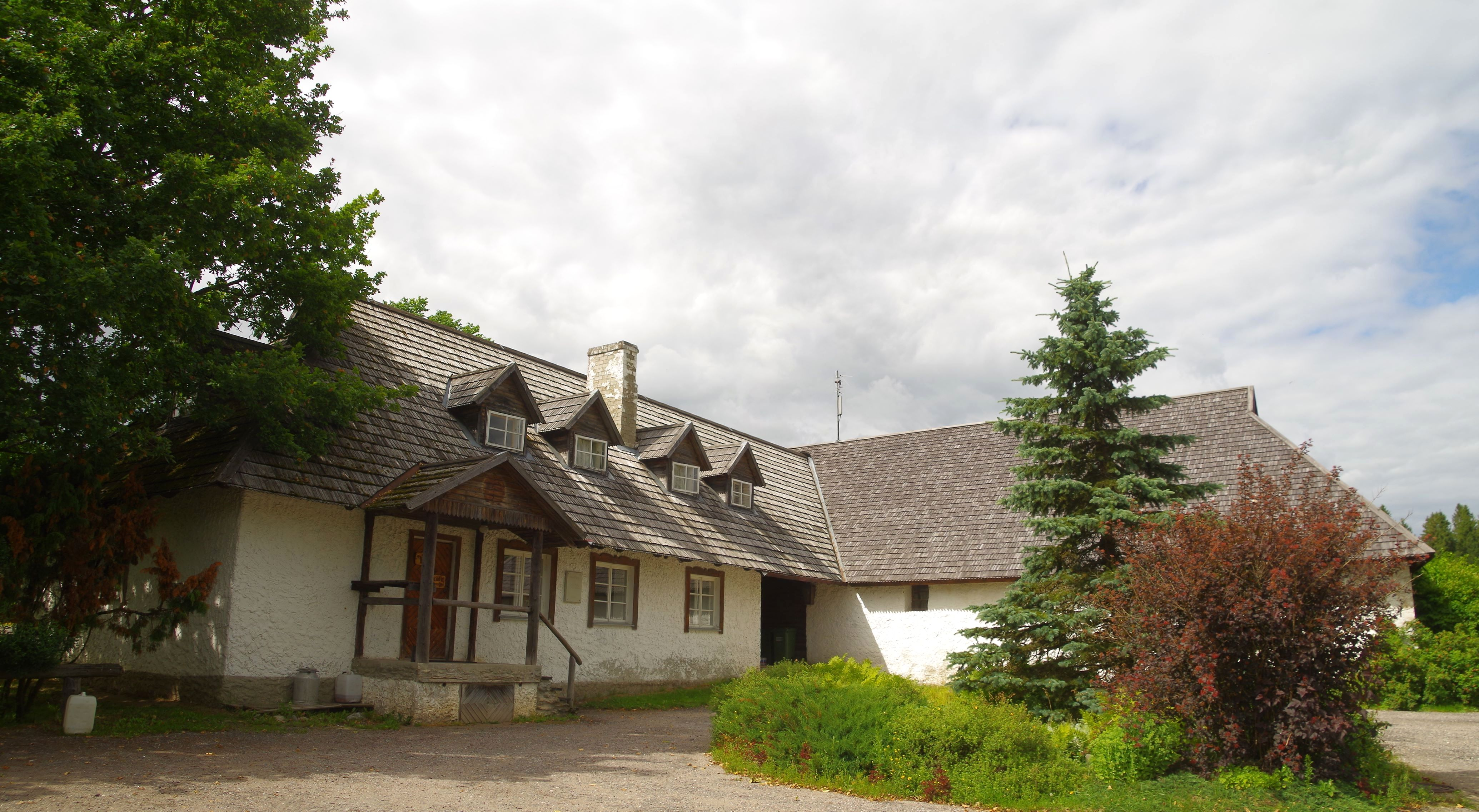
De achterkant
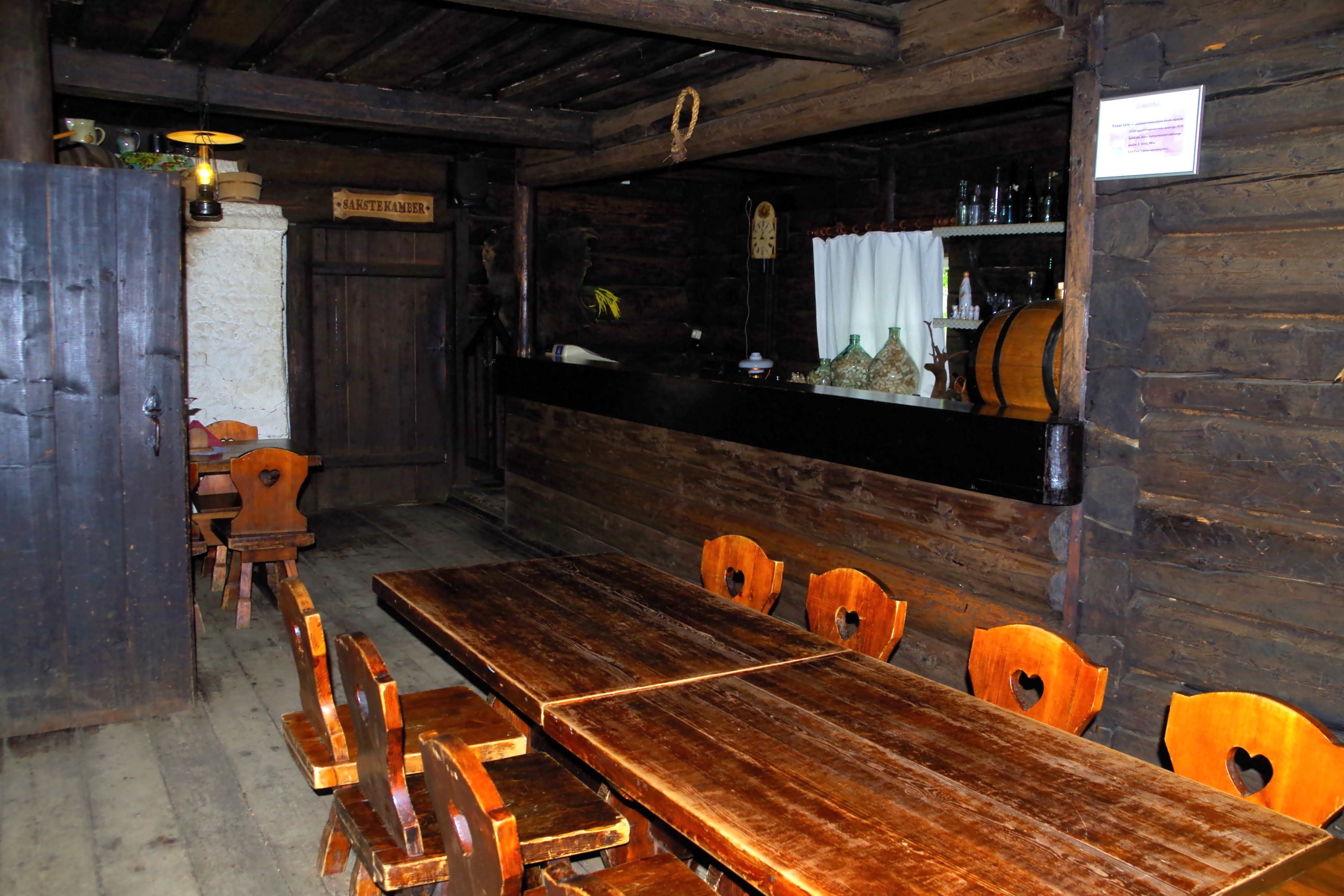
Interieur
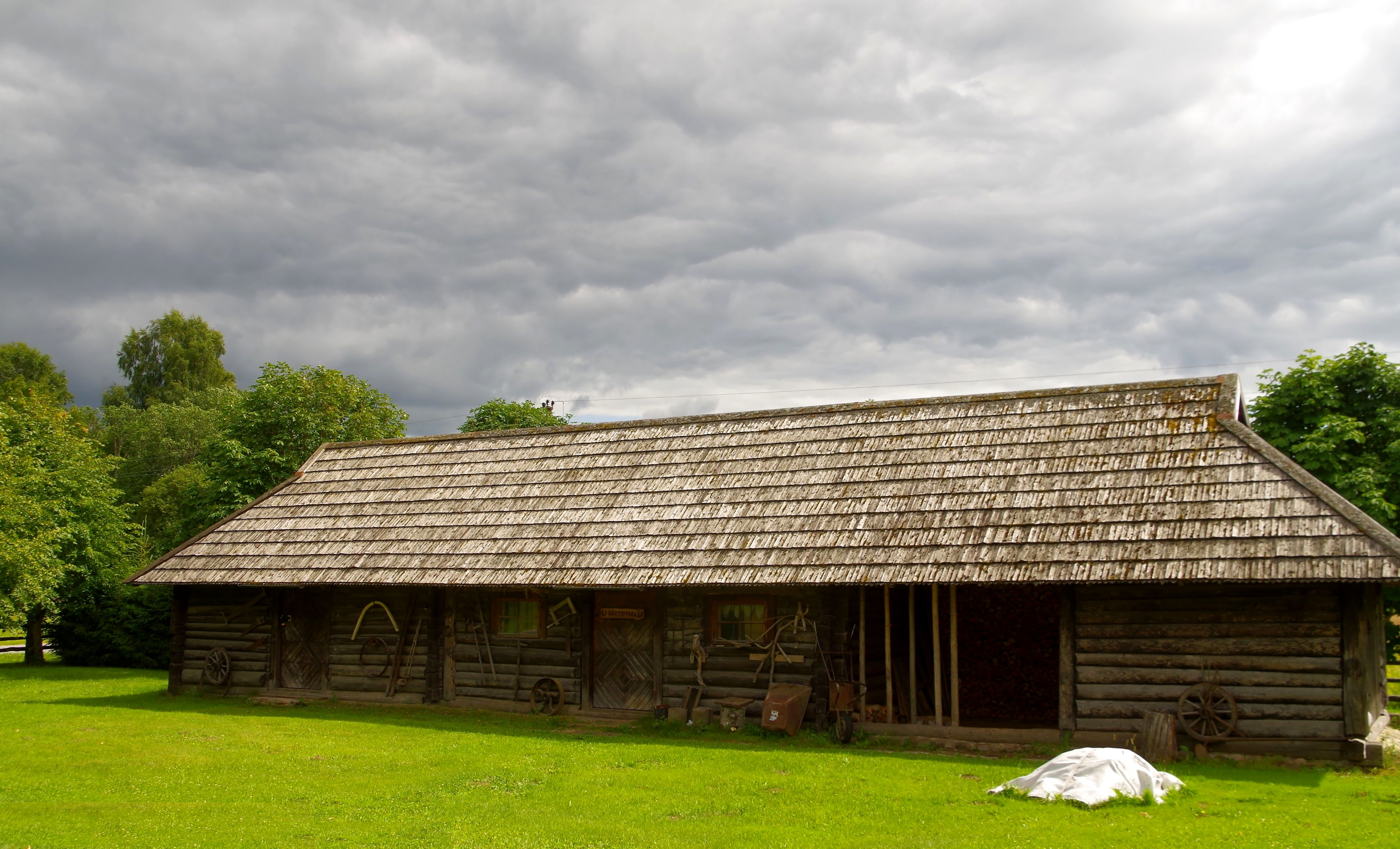
Bijgebouw